# Christian Köckert
Christian Köckert (* 13. Oktober 1957 in Dölzig) ist ein deutscher Politiker der CDU.

## Leben
Nach einem Studium der evangelischen Theologie übernahm er 1987 die Stelle als Pfarrer im thüringischen Stedtfeld bei Eisenach. Der Ort lag am Rand des Sperrgebietes der innerdeutschen Grenze. 

### Aufstieg als Kommunalpolitiker
Mit der im Spätherbst 1989 vollzogenen Wende wurde der engagierte „Neubürger“ von Stedtfeld für die dortige Bevölkerung zum Hoffnungsträger. Da er keine SED-Vergangenheit hatte, wurde er 1991 zum ersten frei gewählten Bürgermeister der Gemeinde gewählt. Seine kirchlichen Kontakte auch in die Altbundesländer und die „gesetzlose Zeit“ Anfang der 1990er Jahre verhalfen ihm in erstaunlich kurzer Zeit, zahlreiche Infrastrukturprojekte und Gewerbeansiedlungen für den Ort zu verwirklichen. Große Teile der Werksanlagen von Opel Eisenach und der Zulieferfirmen befinden sich in der Stedtfelder Flur, das neue Eisenacher Klärwerk, das Gründungs- und Innovationszentrum GIS und die ersten Wohngebiete am Ortsrand wurden mit Köckerts Hilfe beschlossen und realisiert. Stedtfeld wurde in seiner Zeit als Ortsbürgermeister zum Musterdorf für den erfolgreichen Aufstieg nach der Wende, und so war er häufig in den Medien präsent. 1994 wurde Köckert Mitglied des Eisenacher Stadtrates und Abgeordneter im Thüringer Landtag. An seiner Stelle übernahm seine Frau die Stedtfelder Pfarrei. Köckert war direkt gewählter Abgeordneter des Wahlkreises Wartburgkreis II – Eisenach und seit der Gründung des CDU-Kreisverbandes Eisenach, der 1998 mit dem Kreisfreiwerden der Stadt Eisenach aus dem CDU-Kreisverband Wartburgkreis hervorging, dessen Vorsitzender.

### Aufstieg als Landespolitiker
Von 1995 bis 1999 war er Vorsitzender der CDU-Fraktion im Landtag. Er wurde zum Mitglied im Haushalts- und Finanzausschuss des Landtages gewählt. Innerhalb der CDU-Landtagsfraktion galt Köckert in vielerlei Hinsicht als schwierig und eigenständig, da er sich nicht immer der Mehrheitsfraktionsmeinung beugte, sondern eigene Meinungen vertrat, zudem repräsentierte er den von der beginnenden Opelkrise bereits hart betroffenen Westthüringer Wirtschaftsraum.
Dies galt bisweilen als problematisch, da die zu jener Zeit bis zur Landtagswahl 2009 allein regierende CDU Thüringen nur über eine Mehrheit von zwei Stimmen Vorsprung gegenüber SPD und PDS/Die Linke verfügte. Zur Landtagswahl 2009 kandidierte er nicht mehr.
Von 1999 bis 2002 war Christian Köckert Innenminister von Thüringen. Nach einer Reihe von Vorwürfen trat er im November 2002 von diesem Amt zurück. Im September 2009 wurde Christian Köckert zum ehrenamtlichen Beigeordneten und zum ersten ehrenamtlichen Stellvertreter des Oberbürgermeisters der kreisfreien Stadt Eisenach gewählt. Zur Neuwahl des Vorstandes des CDU-Kreisverbandes Eisenach im November 2010 trat er für dessen Vorsitz nicht mehr an, übernahm jedoch eine der drei Stellvertreterpositionen der neuen Vorsitzenden Regina Müller. Zum 31. Dezember 2011 endete seine Mandatstätigkeit in Eisenach, da er nun freiberuflich als Berater tätig sein wollte.

### Abgeordnetenbestechung und Vorteilsannahme
Im am 28. Juli 2010 geschlossenen Beratervertrag mit dem Projektentwicklungsunternehmen Juwi, welches einen Windpark auf Eisenacher Gebiet sowie im benachbarten Mihla errichtet, verpflichtete er sich, die wirtschaftlichen Interessen des Vertragspartners gegen ein Entgelt von 700 € pro aufgewendetem Arbeitstag zu vertreten. Er bekam im Dezember 2011 ein Beraterhonorar in Höhe von 4.000 €. Der Beratervertrag endete zusammen mit seiner Mandatstätigkeit zum 31. Dezember 2011.
Insgesamt erhielt er für seine Beratertätigkeit während seiner Zeit als ehrenamtlicher Beigeordneter der Stadt Eisenach und Mitglied der regionalen Planungsversammlung für Windkrafträder mehr als 80.000 € Beraterhonorar.

Bis zum 31. August 2012 war er Leiter der Thüringer Niederlassung der Juwi Holding AG in Eisenach.
Im März 2011 schloss Köckert einen weiteren Beratervertrag mit einem anderen Unternehmen bezüglich der Unterstützung bei der Bauleitplanung hinsichtlich der geplanten Ansiedelung eines Elektrofachmarkts in Eisenach. Er verpflichtete sich hier, für eine geänderte Planung und für eine Aufhebung eines dem entgegenstehenden Beschlusses zu stimmen. Entsprechend stimmte er bei der Abstimmung des Stadtrates am 24. Juni 2011 ab.

### Rücktrittsgründe als Minister
Vorwürfe, die zum Rücktritt führten, waren zum einen eine verloren gegangene CD mit vertraulichen Daten, unter anderem Protokolle des Thüringischen Verfassungsschutzes und der Parlamentarischen Kontrollkommission. Köckert gab den Datenträger seinem Pressesprecher, damit er die Daten mit einem Bericht in der Zeitung Freies Wort verglich. Anschließend nahm Köckert die CD wieder unter Verschluss – später aber war sie verschwunden.
Weiterhin hatte der Thüringer Verfassungsschutz mehrere Jahre lang den Neonazi Thomas Dienel als V-Mann geführt. Dieses begann zwar weit früher, unter Köckerts Amtsvorgänger Richard Dewes, wurde aber 2001 von der Opposition entdeckt und Köckert angelastet. Außerdem wurde Köckert durch den von ihm suspendierten Verfassungsschutzpräsidenten Helmut Roewer vorgeworfen, im Jahr 2001 zwei Kommunalpolitiker einer freien Wählergemeinschaft in Blankenhain vom Verfassungsschutz bespitzelt haben zu lassen, um die Wahlchancen der dortigen CDU zu erhöhen. Ein Untersuchungsausschuss des Thüringer Landtags konnte zwar feststellen, dass vom Verfassungsschutz Informationen über die beiden Kommunalpolitiker eingeholt worden waren, nicht aber, wer Auftraggeber war.
Am 15. September 2002 war er mit seinem Dienstwagen auf der Bundesautobahn 4 bei Gera mit stark überhöhter Geschwindigkeit gestoppt worden, nachdem er zuvor dort ein neues Polizeigebäude eingeweiht hatte.

### Staatsanwaltschaftliche Ermittlungen 2012
Am 23. Februar 2012 wurden auf Anordnung eines ermittelnden Staatsanwaltes die Büroräume von Christian Köckert sowie in der Eisenacher Stadtverwaltung und bei weiteren Personen durchsucht. Eisenachs Beigeordneter Christian Köckert soll vertrauliche Daten an eine Windkraftfirma weitergegeben haben. Im gleichen Zusammenhang wurden auch strafrechtlich relevante Vorgänge im Trink- und Abwasserzweckverband Eisenach–Erbstromtal genannt, daher wurden auch dort sowie in betreffenden Firmen und Büros zeitgleich Durchsuchungen angeordnet.  Bei der Durchsuchung von Köckerts Wohnhaus stießen die Ermittler außerdem unerwartet auf Unterlagen aus dem Thüringer Innenministerium.
Am 8. Januar 2014 verurteilte ihn das Landgericht Meiningen wegen Vorteilsannahme und Bestechlichkeit zu 15 Monaten Haft auf Bewährung. Der Bundesgerichtshof hat am 17. März 2015 das Urteil wegen Abgeordnetenbestechung und Vorteilsannahme bestätigt, das Verfahren allerdings wegen eines Fehlers bei der Strafzumessung an das Landgericht Meiningen zurückverwiesen.